# Baccio del Bianco

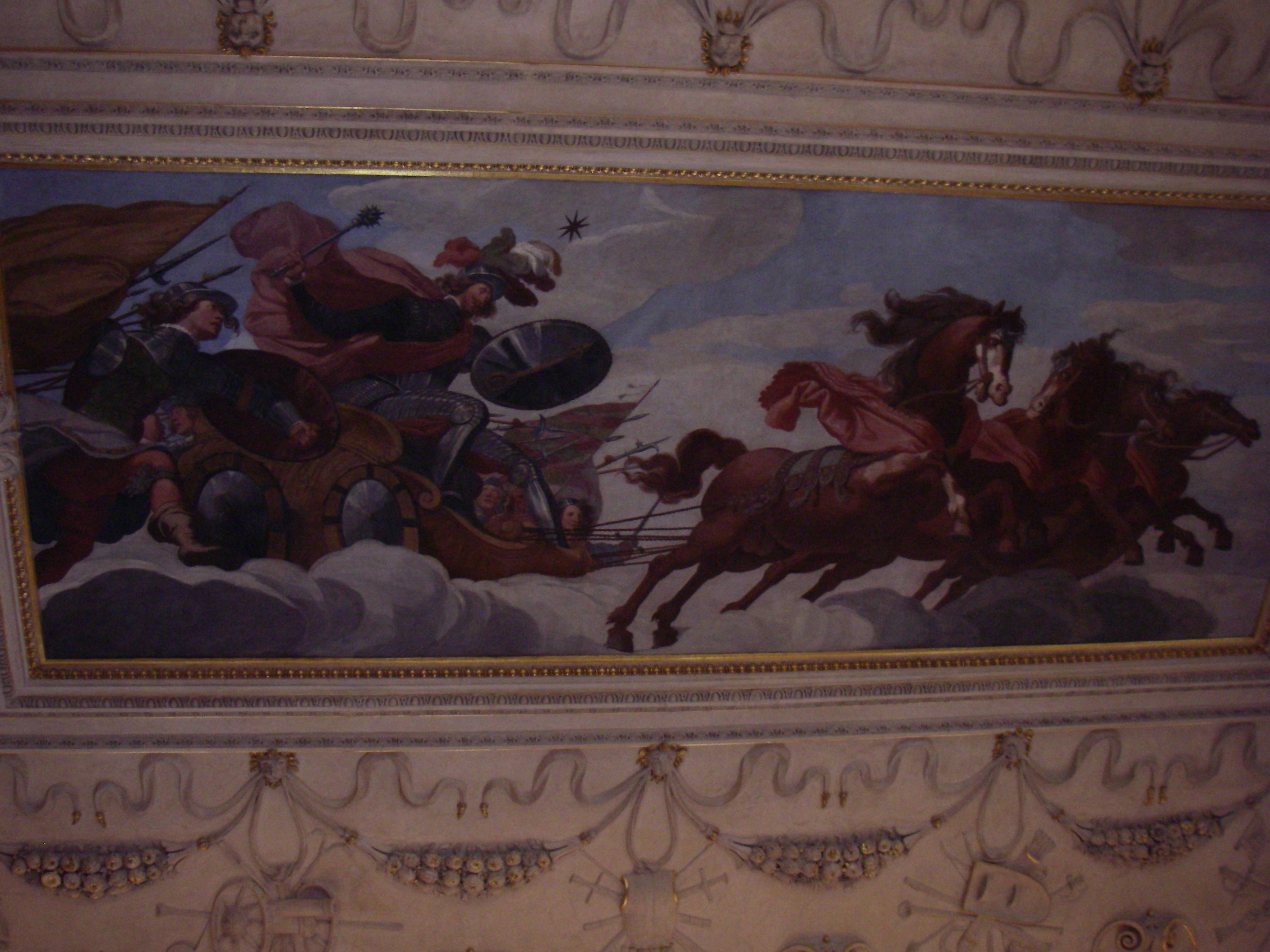
Triomphe de Mars, Palais Wallenstein, Prague

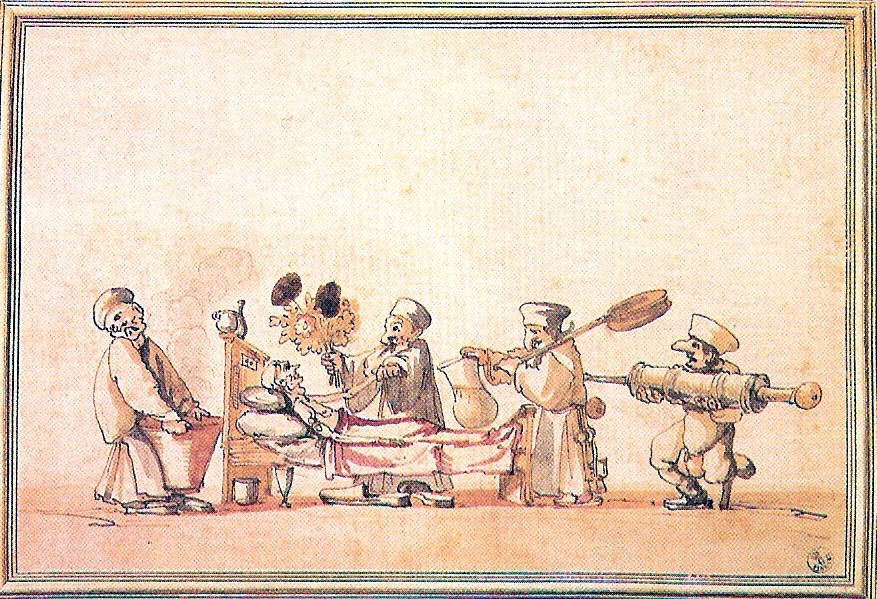
Caricature de la Médecine.

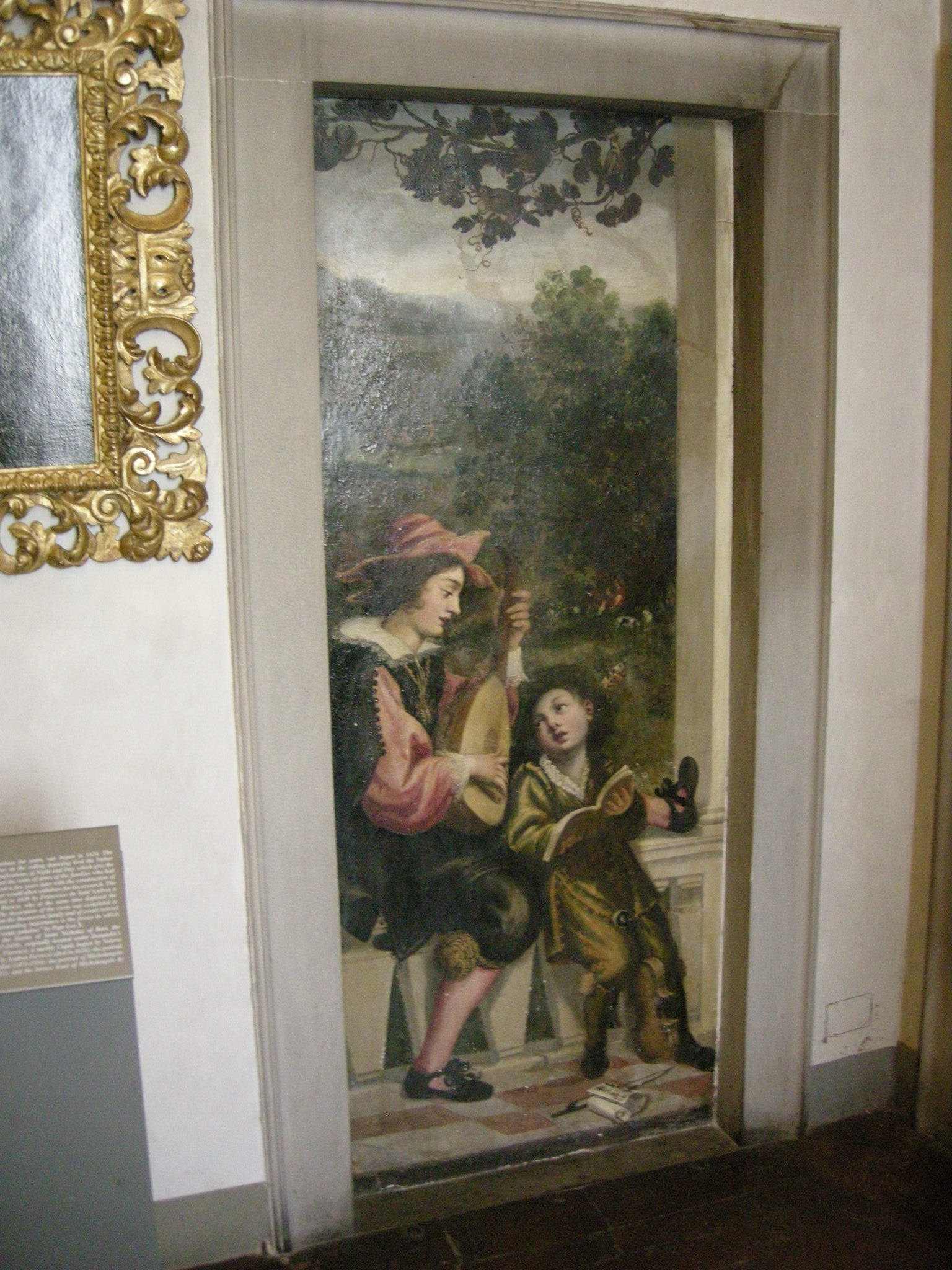
Fresque de la Casa Buonarroti.

Luigi Baccio del Bianco ou Baccio del Bianco (Florence, 4 octobre 1604 – Madrid, 29 avril 1656) est un peintre, un ingénieur, un scénographe et un architecte italien.

## Biographie
Baccio del Bianco  est né à Florence et étudia la peinture auprès de Giovanni Bilivert de 1612 à 1620 et de Giulio Parigi.
Le travail de Baccio montre l'influence exercée sur le peintre par Vincenzo Bocaccio et du peintre Lodovico Cigoli.
En 1620, il visite l'Allemagne et, à son retour, il décoré plusieurs maisons, églises et des théâtres.
En 1622, il se rend à Vienne pour aider Giovanni de Galliano Pieroni (1586-1654). Les deux peintres passent à Prague au cours de la même année  où ils réalisent des travaux d'envergure à fresque, parfois aidés par des assistants.
Peu de temps après il rentre à Milan et à Florence (1625).
En 1656, il se rend en Espagne pour peindre des scénographies pour les théâtres. Il meurt à Madrid, la même année.
En Espagne, il était connu comme Bartolomeo del Blanco, puisque Baccio est un diminutif italien pour Bartolommeo ou Bartolomeo ;  Bianco et Blanco sont des équivalents italo-espagnol de « blanc ». Par conséquent, il apparaît parfois comme tel dans certaines sources.

## Œuvres
- Triomphe de Mars, fresque, palais Wallenstein, Prague.
- Fresques, Casa Buonarroti, Florence.
- Caricature de la médecine.
- La Peste à Florence en 1630.
- Une troupe de la commedia dell'Arte devant un village renaissance.
- Orphée aux Enfers.
- Guirlande de fruits et Allégorie de l'Été, Fondation Terruzzi, Bordighera.

Dessins
- Personnage en costume burlesque, traces de pierre noire, plume, lavis brun, lavis gris sur papier blanc 231 × 216 mm, donation Marcel Puech, 1996, Musée Calvet, Avignon.
- Un couple marchant avec un chien, un nain devant eux, plume et encre brune, sur papier brun clair 234 × 331 mm.
- Homme debout, de profil avec son épée et ses études, pierre noire, sanguine, plume et encre brune, filigrane animal dans un cercle 32,6 × 23 cm, Christies, Paris, 2009.
- Personnages et Scènes caricaturales, Collection Pandolfini, Florence.
- Caricature de l'artiste revenant de la guerre, Christies, Londres, 2006.
- Groupe de figures élégamment habillées avec deux enfants et un chien, Christies, New York, 2010.
- Personnages burlesques, plume, aquarelle et rehauts d'or, H. 0,200 ; L. 0,282 m, Beaux-arts de Paris[1]. Ce dessin est à mettre en relation avec une série issue d'un même carnet, dont les feuilles sont aujourd'hui réparties entre la Biblioteca Nazionale Centrale (sous le nom de carnet de Magliabechiano), les Offices et l'Ashmolean Museum d'Oxford. Elles sont l'œuvre de trois mains différentes, Stefano della Bella, Baccio del Bianco et son atelier pour les mains les plus faibles. Les petits croquis burlesque qui s'apparentent à des sketchs de bandes dessinées correspondent à des scènes de rue ou des caricatures obscènes dont Baccio del Bianco est friand[2].